# Rhinoleucophenga punctulata
Rhinoleucophenga punctulata är en tvåvingeart som beskrevs av Oswald Duda 1929. Rhinoleucophenga punctulata ingår i släktet Rhinoleucophenga och familjen daggflugor.
Artens utbredningsområde är Bolivia. Inga underarter finns listade i Catalogue of Life.